# Fabian Dossett
Fabian Dossett (Groenlo, 30 april 1991) is een voormalig Nederlands volleyballer. Zijn laatste club was het Belgische VDK Gent. Ondanks zijn jonge topsport pensioen kan de voormalig middenman een mooi palmares voorleggen. Sinds zijn debuut in de Nederlandse eredivisie volleybal stond hij 12 maal in een finale-wedstrijd of play-off serie en won er hier uiteindelijk 9 van: 4 maal de Nederlandse landstitel, 3 maal de Nederlandse nationale beker en 2 maal de Supercup van Nederland. Daarnaast is Dossett voormalig jeugd-international van Nederland en nam hij met dit team deel aan verschillende internationale toernooien.

## Clubvolleybal
| Club                       | Land      | Periode    |
| -------------------------- | --------- | ---------- |
| Volley '68 Losser          | Nederland | 1999-2004  |
| Set-Up'65 Ootmarsum        | Nederland | 2004-2007  |
| STEP/Longa '59             | Nederland | 2007-2008  |
| Martinus Amstelveen        | Nederland | 2008-2009  |
| SV Dynamo                  | Nederland | 2009-2010  |
| Rivium Rotterdam Volleybal | Nederland | 2010-2011  |
| Abiant Lycurgus            | Nederland | 2011-2012  |
| Landstede Volleybal        | Nederland | 2012-2015  |
| VDK Gent                   | BEL       | 2015-heden |

Palmares (team)
- Nederlands kampioen jongens B 2006-2007
- Landskampioen A-league 2009-2010
- Bekerwinnaar 2009-2010
- Landskampioen A-league 2010-2011
- Winnaar Supercup 2013
- Winnaar Top Volley Almelo Tournament 2013
- Landskampioen eredivisie 2013-2014
- Winnaar Supercup 2014
- Winnaar Top Volley Almelo Tournament 2014
- Landskampioen eredivisie 2014-2015
- Bekerwinnaar 2014-2015

Palmares (individueel)
- Beste speler Open Nederlandse kampioenschappen C en B
- Beste speler Gesloten Nederlands Kampioenschappen B
- Beste blokkeerder "Pino-smargiassie 4 nations tournament" Nederland -20